# Forskning om pornografi
| Forskning om pornografi |
| --- |
| Diagram över vanligaste pornografiska sökorden över tid. - Betydelse – forskning och akademiskt arbete kring pornografi - Bakgrund – sent 1900-tal - Relaterade artiklar – Linda Williams, Gail Dines, Porn Studies |

Forskning om pornografi är forskning och akademiska studier som koncentrerar sig på pornografins natur, produktionsmiljö, effekter och övriga viktiga perspektiv. Det akademiska arbetet, som är en del av sexologin, var länge begränsat och ägnade sig mestadels åt genrens risker och negativa effekter. Sedan 1990-talet och Internets ökade spridning av pornografi har mängden akademiska texter och undersökningar ökat.
2014 startades den akademiska tidskriften Porn Studies, helt ägnad åt pornografin som studiefält. Även i övrigt har pornografi som ämne bland annat engagerat sociologer, filosofer, psykologer, statsvetare, etnografer, filmvetare och litteraturhistoriker.

## Historia

### Bakgrund
En av de första akademiska genomgångarna av pornografins väsen presenterades 1989. Det var film- och medieforskaren Linda Williams (knuten till University of California, Berkeley) som då kom med sin Hard Core, med undertiteln "Power, Pleasure, and the »Frenzy of the Visible«". I boken beskrivs grunddragen i den pornografiska filmgenren, dess kulturella bakgrund och effekter, liksom dess stora mångsidighet. 2013 publicerades The Feminist Porn Book, av en redaktion baserad på City University of New York och med en mängd texter om hur "produktionen av njutning" – med särskilt fokus på feministisk pornografi – kan ses utifrån olika politiska perspektiv.

### Två tidskrifter
| Linda Williams och Gail Dines, två akademiker som bidragit till debatten. |  | Linda Williams och Gail Dines, två akademiker som bidragit till debatten. |
| Linda Williams och Gail Dines, två akademiker som bidragit till debatten. |  |                                                                           |

I en tid av ökande tillgång till pornografi och debatt om dess problem grundades 2014 den engelskspråkiga Porn Studies. Detta är den första akademiska tidskriften omkring studiet av pornografi (här myntat som porn studies), med en brittisk redaktion ledd av Feona Attwood (Middlesex University) och Clarissa Smith (Northumbria University). Starten av tidningen inramades både av positiv och negativ kritik. Linda Williams ansåg att det mindre vardagliga begreppet Pornography Studies hade varit ett mer passande namnval; hon hade dock själv redan 2006 beskrivit det här vetenskapliga fältet i studien "The Boundaries of Porn Studies".
Porn Studies har fram till 2024 kommit ut i sammanlagt elva årgångar med kvartalsutgivna utgåvor (i några fall samlat till dubbelnummer). De enskilda numren är runt eller drygt 100 sidor tjocka.
Ett drygt år senare (2015) var den öppet porrkritiska föreläsaren Gail Dines medgrundare av Sexualization, Media, and Society, en akademisk tidskrift med fokus på sexualiseringen i dagens samhälle och dess risker. Redaktionen vid grundandet bestod även av fyra andra amerikanska akademiker inom statsvetenskap, sociologi eller psykologi – Deirdre Condit och Jennifer Johnson (båda från Virginia Commonwealth University), Ana Bridges (University of Arkansas) och Carolyn West (University of Washington). Tidskriften har kommit ut med sex utgåvor fram till 2017, men ingen därefter (fram till 2024).

### Kritik och perspektiv
Allt fler undersökande eller problematiserande böcker omkring pornografi har publicerats på senare år, i en miljö där lättillgänglig och ofta gratis internetpornografi lett till ökande konsumtion. De problemorienterade Your Brain on Porn (av Gary Wilson, 2014) och Visuell drog – om barn, unga och nätporr (av Maria Ahlin och Ulrica Stigberg, 2016) koncentrerade sig båda på pornografins drogliknande egenskaper och potential att påverka konsumentens tankemönster. 2021 års Stora porrboken (redaktör Nina Rung) fortsatte skrivandet omkring pornografins påverkan. Samma år kom även Porn Work (Heather Berg, University of Carolina Press), med underrubriken "Sex, Labor, and Late Capitalism", som tog upp de växlande villkoren för dem som producerar pornografi. Boken förklarade att den nya teknologi som under 2010-talet utmanat den befintliga affärsmodellen för produktionsbolag (se videoplattform och Onlyfans) även underlättat för enskilda sexentreprenörer att producera och sälja pornografi på egen hand.
Den tydligt kritiska hållningen mot pornografin som fenomen studeras ibland som NEP – det "negativa effektsparadigmet". Denna kopplas ofta samman med pornografins förmodade risker för unga konsumenter, kvinnor, sexuell samvaro, sexarbetares arbetsmiljö, beroendeproblematik och allmänt samhällskorrumperande karaktär. Aktivismen mot pornografi, med stöd från både feministiskt och konservativt håll, tar ofta stöd från forskning som hävdar några eller alla av dessa samband men i regel utan att kunna säkerställa orsak och verkan. Debatten omkring pornografins för- och nackdelar har ofta polariserats, vilket lett till svårigheter för forskningen att kunna genomföras objektivt och obundet. Tyngdvikten på forskning kring hot och risker (istället för beteenden och möjligheter) har noterats i bland annat Storbritannien, Frankrike och Sverige.

### Senare års ökande forskning
Sedan 00-talet har pornografi varit ämnet för en stor mängd akademiska uppsatser. Bland akademiska uppsatser i Sverige finns exempelvis undersökningar av attityder bland män, kvinnor, ungdomar, feminister, kvinnliga porrkonsumenter och riksdagsledamöter.
I den samhälleliga debatten om pornografins påverkan på unga och kvinnor lyfts ofta behovet av kritiskt tänkande runt mediet, något som enligt vissa forskare dock riskerar att glömma den pågående forskningsutvecklingen på området. Historiskt har forskningen kring konsumtion av pornografi kretsat kring mäns konsumtion och relation till genren, men det har sedan millennieskiftet publicerats ett antal studier som hävdar att konsumtionen kan vara mer positiv för kvinnor än för män. Även pornografins förmodat negativa påverkan på parförhållanden har undersökts med delvis motstridiga resultat.

## Olika akademiska discipliner
| Michel Foucault och Mari Mikkola, två av ett antal filosofer som behandlat ämnet. |  | Michel Foucault och Mari Mikkola, två av ett antal filosofer som behandlat ämnet. |
| Michel Foucault och Mari Mikkola, två av ett antal filosofer som behandlat ämnet. |  |                                                                                   |

Pornografi och dess komplexitet har på senare år intresserat ett ökande antal akademiker inom olika discipliner.

### Filosofi, sociologi och kriminologi
Pornografin kan ur filosofiskt eller sociologiskt perspektiv ses som ett kontroversiellt samhällsfenomen som utmanar och ifrågasätter koncept som fri vilja, personlig integritet, moral och socialt beteende. Bland filosofer som studerat ämnet finns Amia Srinivasan, Alain de Botton, Michel Foucault, Ronald Dworkin, Jacob M. Held, Laurie Shrage och Mari Mikkola. Genom pornografins kopplingar till könsbaserade normer, könsroller och jämställdhetspolitik – och radikalfeminismens hävdande av pornografi som könsmaktsordningens upprätthållare – har ämnet inte minst intresserat feministiska filosofer som Kate Manne, Rae Langton, Nancy Bauer och Drucilla Cornell. Bauer och Manon Garcia har intresserat sig för pornografin i relation till könsroller som del av deras Beauvoir-inspirerade forskning.
| Eva Illouz och Manon Garcia, med sexuellt kapital respektive Simone de Beauvoir som specialfokus. |  | Eva Illouz och Manon Garcia, med sexuellt kapital respektive Simone de Beauvoir som specialfokus. |
| Eva Illouz och Manon Garcia, med sexuellt kapital respektive Simone de Beauvoir som specialfokus. |  |                                                                                                   |

Sociologer som fokuserat på pornografi eller relaterade delar av sexbranschen inkluderar Teela Sanders, Eva Illouz, Ronald Weitzer och Kelsy Burke. Dessa fyra namn har bland annat studerat sexarbete som arbete i Storbritannien och på Internet, betydelsen av erotiskt/sexuellt kapital i en kapitalistisk era, pornografi/sexarbete och legala svårigheter i USA respektive 1980-talets "porrkrig" inom feminismen.
Relaterat till de filosofiska perspektiven finns etik och moral. Detta har intresserat Australiens Kath Albury och den svenske praktiske filosofen Magnus Agnafors. Kriminologiska ingångar i ämnet har kommit från Fiona Vera-Gray, Karen Holt och forskare i Australien; här har ofta pornografins roll i relation till sexuellt våld studerats.

### Ekonomi och ekonomisk historia
Flera forskare inom ekonomi och ekonomisk historia har studerat pornografins roll för den nutida respektive historiska ekonomin. I Sverige finns bland andra Klara Arnberg, som 2021 var en av författarna bakom boken Såra tukt och sedlighet. Storbritanniens Eleanor Wilkinson har forskat kring pornografins roll inom ekonomin, utifrån kapitalistiska och postkapitalistiska perspektiv. Hon har även skrivit om de olika perspektiven i aktivisters förhållningssätt till den pornografiska branschen.

### Psykologi och sexologi
| Nicole Prause och Diana Fleischman, klinisk sexolog och neuroforskare respektive evolutionspsykolog. |  | Nicole Prause och Diana Fleischman, klinisk sexolog och neuroforskare respektive evolutionspsykolog. |
| Nicole Prause och Diana Fleischman, klinisk sexolog och neuroforskare respektive evolutionspsykolog. |  | |

Psykologin och sexologin är två vetenskaper som har naturligt samband med studier av de mänskliga beteenden som är kopplade till pornografi. Inom psykologin har intresset bland annat varit bakgrunden till konsumtion av pornografi, om den skadar konsumenter av olika slag, hur denna kan påverka i relationer eller leda till beroende. Evolutionspsykologer som Diana Fleischman och Catherine Salmon har ägnat en del av sin forskning åt pornografins effekter relaterat till andra mänskliga beteenden.
Bland sexologer som studerat pornografins olika sidor finns Kinseyinstitutets Justin Lehmiller, med specialfokus på mänskliga fantasier. Andra sexologer som forskat i relaterade ämnen är Emily Nagoski, Emily Morse och Lindsey Doe. Neuroforskaren Nicole Prause har studerat mänskliga reaktioner på pornografi och andra stimuli, och hennes forskningsresultat har väckt olika reaktioner.

### Statsvetenskap, genusvetenskap och feminism
| Andrea Dworkin och Catharine MacKinnon, feministiska forskare och ledande i 1980-talets försök att lagföra pornografins skadeverkningar. |  | Andrea Dworkin och Catharine MacKinnon, feministiska forskare och ledande i 1980-talets försök att lagföra pornografins skadeverkningar. |
| Andrea Dworkin och Catharine MacKinnon, feministiska forskare och ledande i 1980-talets försök att lagföra pornografins skadeverkningar. |  | |

Vetenskaper med anknytning till politik har också ofta lett till forskning runt pornografi, inte minst ur dess potential att förhindra eller påverka jämställdhetspolitiken i samhället. Den svenske statsvetaren Max Waltman har ägnat stora delar av sina karriär till att ta fram modeller för hur pornografins risker och – enligt honom – skadliga verkningar kan modereras på en laglig väg.
Genusvetare och feministiskt fokuserade forskare ägnar ofta pornografin stort intresse. Den andra vågens feminism utvecklades med tiden ofta till en kamp mot mäns våld, där radikalfeminismens grundläggande kritik mot pornografin som fenomen lett till många böcker av olika slag. Gail Dines, Robert Jensen, Catharine MacKinnon och Andrea Dworkin är några av de ledande namnen i denna del av forskningsspektret, där aktivism och forskning ofta går hand i hand. Bland de svenska feministiska forskarna med en annan utgångspunkt har Petra Östergren kanske blivit mest känd.